# Zanola
Zanola is een geslacht van vlinders van de familie Apatelodidae.

## Soorten
- Z. aegina Stoll, 1782
- Z. elongata Schaus, 1910
- Z. fieldi Schaus, 1910
- Z. impedita Dognin, 1916
- Z. lychnica Dognin, 1920
- Z. poecila Draudt, 1929
- Z. verago Cramer, 1777